# Cécilius Bion
Pour les articles homonymes, voir Bion.
Cécilius Bion est nommé par Pline l'Ancien parmi les écrivains qu'il a mis à contribution et dont on croit qu'il a vécu dans le Ier siècle de notre ère. Il avait composé un ou plusieurs ouvrages perdus aujourd'hui, et dans lesquels il traitait des questions d'histoire naturelle, des propriétés des plantes, de certains remèdes tirés des animaux, etc. On voit aussi, d'après les citations de Pline, qu'il s'était beaucoup occupé de l'Égypte et de l'Éthiopie. 
Cécilius Bion a été souvent confondu avec Bion de Soles, qui a écrit également sur l'histoire naturelle et sur l'Éthiopie, et qui est également cité par Pline.